# Enschede Broncos
De Enschede Broncos is een American footballteam uit Enschede. 

## Geschiedenis
In 1985 werd de Enschede Warriors opgericht. Deze club werd in 1993, bij gebrek aan voldoende leden, opgeheven. Tien jaar daarna werden de Enschede Broncos opgericht. 
In de jaren erna was er zoveel ledenaanwas dat de Broncos in 2011 competitie konden gaan spelen.
Sinds 2012 beschikken de Enschede Broncos over een veld met bijbehorende Goalposts. Het veld maakt onderdeel uit van het Wethouder Horstman sportpark in Enschede en wordt gedeeld met de Enschede Rugbyclub '69 en twee voetbalverenigingen: SVV '91 en TVV. 
Op 3 maart 2013 vierden de Enschede Broncos hun tienjarig jubileum. De Broncos mochten hun competitiewedstrijd van die dag thuis spelen en versloegen de Eindhoven Raptors met 22 - 06.
In het seizoen 2013 behaalden de Broncos de finale van de playoffs van de derde divisie, deze werd echter verloren van de Rotterdam Trojans. De ongeslagen Trojans waren zodoende als enige in staat om de Tukkers van een overwinning af te houden. In 2015 werd de finale van de eerste divisie behaald, daar verloren de Broncos wederom van een ongeslagen team: de Groningen Giants.